# Meloe heptapotamicus
Meloe heptapotamicus là một loài bọ cánh cứng trong họ Meloidae. Loài này được Pliginskij miêu tả khoa học năm 1910.